# Championnat du Brésil de football américain 2016
Navigation
Édition précédente Édition suivante
Le championnat du Brésil de football américain 2016 ou Super Liga Nacional de Futebol Americano, est la première édition unifiée du championnat de football américain correspondant à la division élite nationale. Timbó Rex bat le Flamengo FA et remporte le Brasil Bowl VII et le doublé pour avoir remporté le défunt Torneio Touchdown en 2015.
Le tournoi enregistre plus de 64 000 spectateurs dans les stades, avec une moyenne de 656 spectateurs par match. Cela représente 77% du public du championnat de basket-ball et 50% du championnat de volley-ball au cours de la même saison.

## Les équipes participantes
| Conférence Nord-Est   | Conférence Est        | Conférence Est           | Conférence Sud                | Conférence Ouest        | Conférence Ouest          |
| Conférence Nord-Est   | Groupe 1              | Groupe 2                 | Conférence Sud                | Groupe 1                | Groupe 2                  |
| América Bulls         | Botafogo Challengers* | Botafogo Reptiles*       | Coritiba Crocodiles           | Campo Grande Predadores | Corinthians Steamrollers* |
| Ceará Caçadores       | Minas Locomotiva*     | Flamengo FA *            | Foz do Iguaçu Black Sharks    | Cuiabá Arsenal          | Lusa Lions*               |
| João Pessoa Espectros | Cabritos FA *         | Santos Tsunami*          | Juventude FA*                 | Goiânia Rednecks        | São Paulo Storm           |
| Recife Mariners       | Vila Velha Tritões*   | Vasco da Gama Patriotas* | Paraná HP*                    | Tubarões do Cerrado*    | Sorocaba Vipers           |
| Recife Pirates        |                       |                          | São José White Sharks Istepôs |                         |                           |
| UFERSA Petroleiros    |                       |                          | Timbó Rex*                    |                         |                           |
| Vitória FA            |                       |                          | UFPR Brown Spiders*           |                         |                           |

*Équipes de l'ancien championnat Torneio Touchdown

## Format du championnat
Les équipes sont divisées en quatre conférences: Est, Ouest, Sud et Nord-est. En saison régulière, il n'y a que des affrontements entre les équipes des mêmes conférences et chaque équipe a six matchs, trois matchs à domicile et trois matchs à l'extérieur,.
Dans les conférences Est et Ouest, les équipes gagnantes de leurs groupes sont qualifiées pour les séries éliminatoires, ainsi que les deux équipes les mieux classées de chaque conférence, quel que soit le groupe. Dans les conférences Nord-Est et Sud, les quatre meilleures équipes sont qualifiées.
La pire équipe de chaque conférence est reléguée à la Ligue nationale. Les 16 équipes classées jouent dans le système à élimination directe en un seul match, avec l'avantage du terrain de la meilleure équipe jusqu'à la grande finale, le Brazil Bowl VII. En huitièmes de finale, le mieux classé dans chaque conférence joue avec le quatrième, tandis que le deuxième joue avec le troisième. En quarts de finale, les vainqueurs du tour précédent désignent le champion de la conférence. En demi-finale, le champion de la Conférence du Nord-Est joue avec le champion de la Conférence de l'Est et le champion de la Conférence de l'Ouest affronte le champion de la Conférence du Sud pour définir les finalistes du Brasil Bowl VII.
Les critères de départage dans les conférences sont la confrontation directe, puis la force de la table (somme des victoires des adversaires de chaque équipe). Alors seulement, et seulement si cela est nécessaire, sera considéré le solde de points.

## Le classement
| x | qualifié pour les playoffs                          |
| y | qualifié pour les playoffs avec avantage du terrain |
| o | relégué en Ligue Nationale                          |
| * | application des critères de départage               |

| Équipe                     | G | P | Pct  | PP  | PC  | Diff |
| -------------------------- | - | - | ---- | --- | --- | ---- |
| y- Ceará Caçadores*        | 5 | 1 | .833 | 171 | 106 | 65   |
| y - Recife Mariners*       | 5 | 1 | .833 | 173 | 33  | 140  |
| x - João Pessoa Espectros* | 4 | 2 | .667 | 207 | 71  | 136  |
| x - América Bulls*         | 4 | 2 | .667 | 78  | 111 | -33  |
| Recife Pirates             | 2 | 4 | .333 | 84  | 159 | -75  |
| UFERSA Petroleiros         | 1 | 5 | .167 | 54  | 138 | -84  |
| o - Vitória FA             | 0 | 6 | .000 | 32  | 181 | -149 |

| Équipe                    | G | P | Pct  | PP  | PC  | Diff |
| ------------------------- | - | - | ---- | --- | --- | ---- |
| y - Vila Velha Tritões #2 | 5 | 1 | .833 | 264 | 68  | 196  |
| Minas Locomotiva          | 2 | 4 | .333 | 130 | 116 | 14   |
| Cabritos FA               | 1 | 5 | .167 | 49  | 275 | -226 |
| o - Botafogo Challengers  | 0 | 6 | .000 | 0   | 278 | -278 |

| Équipe                          | G | P | Pct   | PP  | PC  | Diff |
| ------------------------------- | - | - | ----- | --- | --- | ---- |
| y - Flamengo FA #1              | 6 | 0 | 1.000 | 291 | 38  | 253  |
| x - Vasco da Gama Patriotas #3* | 4 | 2 | .667  | 168 | 85  | 83   |
| x - Botafogo Reptiles #4*       | 4 | 2 | .667  | 174 | 120 | 54   |
| Santos Tsunami                  | 2 | 4 | .333  | 67  | 163 | -96  |

| Équipe                             | G | P | Pct  | PP  | PC  | Diff |
| ---------------------------------- | - | - | ---- | --- | --- | ---- |
| y - Timbó Rex                      | 5 | 1 | .833 | 279 | 34  | 245  |
| y - Coritiba Crocodiles            | 5 | 1 | .833 | 119 | 66  | 53   |
| x - Paraná HP*                     | 4 | 2 | .667 | 111 | 56  | 55   |
| x - São José White Sharks Istepôs* | 4 | 2 | .667 | 82  | 69  | 13   |
| Juventude FA                       | 2 | 4 | .333 | 37  | 109 | -72  |
| UFPR Brown Spiders                 | 1 | 5 | .167 | 55  | 189 | -134 |
| o - Foz do Iguaçu Black Sharks     | 0 | 6 | .000 | 26  | 186 | -160 |

| Équipe                     | G | P | Pct   | PP  | PC  | Diff |
| -------------------------- | - | - | ----- | --- | --- | ---- |
| y - Cuiabá Arsenal #1      | 6 | 0 | 1.000 | 199 | 75  | 124  |
| x - Tubarões do Cerrado #3 | 4 | 2 | .667  | 106 | 98  | 8    |
| x - Goiânia Rednecks #4    | 3 | 3 | .500  | 129 | 142 | -13  |
| Campo Grande Predadores    | 2 | 4 | .333  | 91  | 160 | -69  |

| Équipe                   | G | P | Pct  | PP  | PC  | Diff |
| ------------------------ | - | - | ---- | --- | --- | ---- |
| y - Lusa Lions #2        | 5 | 1 | .833 | 176 | 83  | 93   |
| Corinthians Steamrollers | 3 | 3 | .500 | 150 | 113 | 37   |
| São Paulo Storm          | 1 | 5 | .167 | 147 | 158 | -11  |
| o - Sorocaba Vipers      | 0 | 6 | .000 | 55  | 224 | -169 |

## Les playoffs
La route du Brasil Bowl.

### Demi-finales de conférence
| 1er | Ceará Caçadores | 57-0 | América Bulls         | 4e |
| 2e  | Recife Mariners | 8-16 | João Pessoa Espectros | 3e |

| 1er | Flamengo FA        | 41-26 | Botafogo Reptiles       | 4e |
| 2e  | Vila Velha Tritões | 40-43 | Vasco da Gama Patriotas | 3e |

| 1er | Cuiabá Arsenal | 31-10 | Goiânia Rednecks    | 4e |
| 2e  | Lusa Lions     | 14-6  | Tubarões do Cerrado | 3e |

| 1er | Timbó Rex           | 12-0 | São José White Sharks | 4e |
| 2e  | Coritiba Crocodiles | 11-7 | Paraná HP             | 3e |

### Finales de conférence
| Nord-Est     | Ceará Caçadores | 20-27 | João Pessoa Espectros   |
| Est          | Flamengo FA     | 43-3  | Vasco da Gama Patriotas |
| Centre-Ouest | Cuiabá Arsenal  | 32-3  | Lusa Lions              |
| Sud          | Timbó Rex       | 15-0  | Coritiba Crocodiles     |

### Demi-finales nationales
| João Pessoa Espectros | 10-25 | Flamengo FA |
| Cuiabá Arsenal        | 7-20  | Timbó Rex   |

### Brasil Bowl IX
| Timbó Rex | 36-24 | Flamengo FA |